# Distribution bancaire
 (mai 2014).
Si vous disposez d'ouvrages ou d'articles de référence ou si vous connaissez des sites web de qualité traitant du thème abordé ici, merci de compléter l'article en donnant les références utiles à sa vérifiabilité et en les liant à la section « Notes et références ».
La distribution bancaire est le secteur économique dédié à la commercialisation des produits et des services bancaires (opération de banque, au sens de l'article L. 311-1 du Code monétaire et financier).
Cette fonction économique est assurée simultanément par :
- les établissements de crédit (article L. 511-1 du Code monétaire et financier)[1], parmi lesquels les banques sont une catégorie juridique [2],
- les intermédiaires en opérations de banque et en services de paiement (article L. 519-1 et R. 519-1 et suivants, du Code monétaire et financier)[3].

## Histoire
La distribution bancaire, fonction longtemps confondue avec l'activité bancaire elle-même, celle de la production des services et de la gestion des risques financiers, fait l'objet de très peu de recherches.
En France, la distribution bancaire apparaît avec la "bancarisation" des années soixante. L'agence bancaire est alors l'instrument principal de la commercialisation de l'ensemble de produits auprès de l'ensemble des clients.
L'apparition d'internet en tant que canal de distribution, à la fin des années 1990, lance l'apparition de la diversité dans les canaux de distribution bancaire.
Cette fonction est consacrée de manière autonome, juridiquement, depuis la mise en œuvre des dispositions relatives à l'intermédiation bancaire, le 15 janvier 2013.

## Principes juridiques
La distribution bancaire vise tout à la fois à assurer le dynamisme de la diffusion des produits, tout en assurant la protection effective des consommateurs, particulièrement celle des emprunteurs.
Aussi, plusieurs dispositifs sont mis en œuvre à cet effet.